# Karl Jordan (Maler)
Karl Jordan, auch häufig Carl Jordan, (* 19. Mai 1863 in Bozen, Südtirol; † 2. Mai 1946 in Leipzig) war ein österreichischer Genre- und Historienmaler.
Er war Sohn eines Buchbinders und begann seine Ausbildung bei einem Rahmenmacher und Vergolder.
Jordan studierte ab 1880 zunächst an der Kunstgewerbeschule München, dann ab dem 25. April 1881 an der Kunstakademie München bei Alexander Strähuber, Franz Defregger und Ludwig von Löfftz und erhielt 1888/1889 ein Tiroler Landesstipendium.
Ab 1890 oder 1891 war er Lehrer und ab 1910 Professor an der Kunstgewerbeschule Straßburg, wo unter anderen Franz Xaver Dietrich sein Schüler war. Nachdem Straßburg mit Elsass-Lothringen wieder französisch geworden war, lehrte er von 1921 bis 1928 als Professor an der Kunstgewerbeschule Aachen; zu seinen Schülern dort gehörte Bert Heller. Danach war er in Innsbruck ansässig und tätig.
Seine Historienmalerei widmete er vor allem der Geschichte Tirols.

## Werke

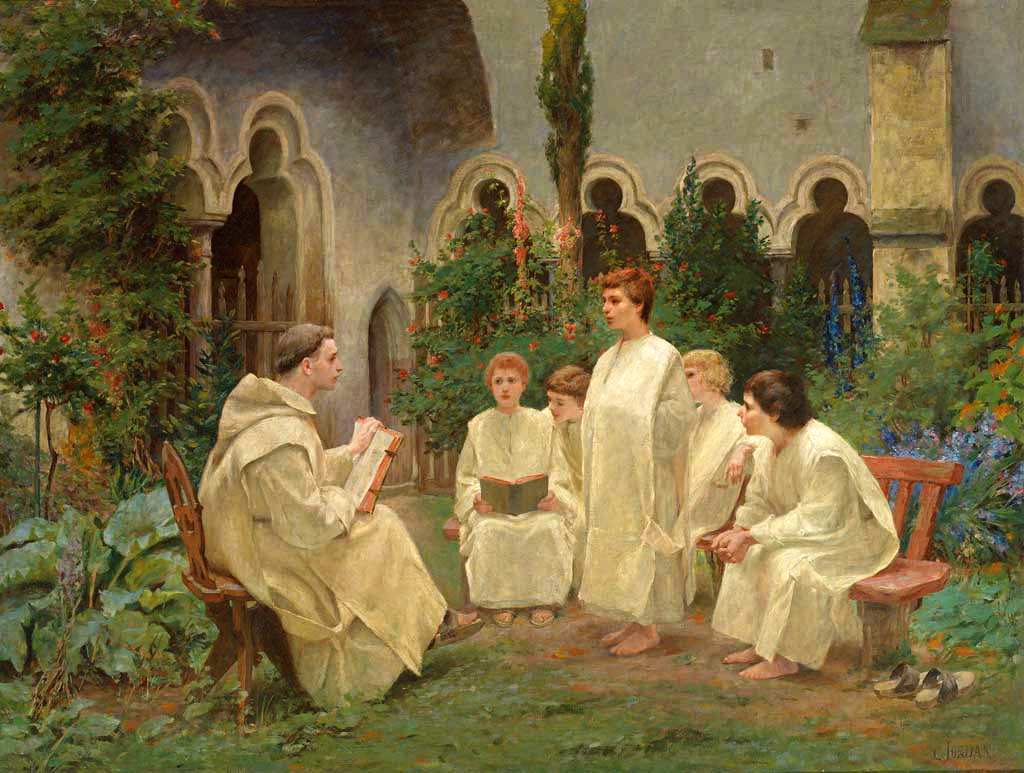
Unterrichtsstunde im Klostergarten

- 1886: Lünetten-Wandbilder Frau Hitt und Venedigermännlein im Saal des Cafés Austria in Innsbruck (vor 1926 zerstört?)
- 1888: Fresko Jesus unter den Schriftgelehrten in der Friedhofskapelle auf dem städtischen Friedhof in Innsbruck
- 1891: Bilderzyklus Aus dem Leben Herzog Friedrichs mit der leeren Tasche (ohne Ortsangabe)
- 1899: Gemälde Kampf in Tirol 1809 bzw. Kampf am Berg Isel (Ferdinandeum, Innsbruck)
- um 1900: Gemälde Unterrichtsstunde im Klostergarten
- 1900: Wandbilder Kaiser Max auf der Martinswand, Laurins Rosengarten und Bergfeen im Haus Huber in Straßburg (Gemeint sein könnte die Villa des Unternehmers Carl Huber (1848–1914).)
- 1903: Wandbild Schwörtag bzw. Straßburger Schwörtag in der städtischen Mädchenschule in Straßburg
- um 1903?: Deckengemälde im Sängerhaus in Straßburg
- 1905: Gemälde Walthari bzw. Walthers Kampf (Städtisches Museum, Straßburg)
- 1906: Gemälde Kaiser Sigismund in Straßburg (Wallraf-Richartz-Museum, Köln)
- 1909: Gemälde Die Helden (Moderne Galerie, Wien)
- undatiert: drei Wandgemälde in der evangelischen Kirche in Obersulzbach (Unterelsass)